# Porta pet

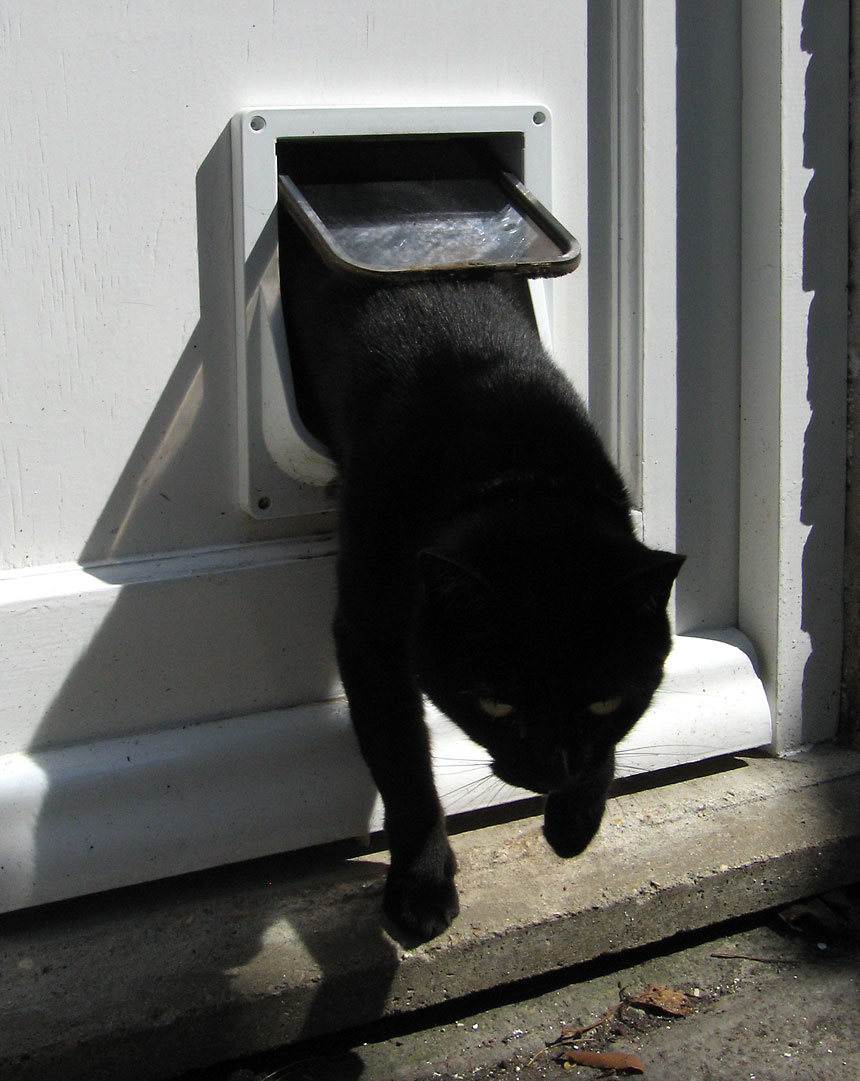
Uma porta pet.

Uma porta pet é uma pequena abertura feita para permitir que animais de estimação entrem e saiam de um edifício por conta própria sem a necessidade de um ser humano para abrir a porta. Normalmente são construídas em portas normais, mas também podem ser em janelas ou paredes. Elas geralmente têm a dobradiça na parte superior, sem trava, para que o animal possa empurrar para dentro e para fora. Modelos mais novos às vezes só deixam o animal sair, mas não dentro. Outros têm uma trava e algo que pode ser colocado no animal de estimação que faz com que a trava abra quando o animal se aproxima da porta. Eles são mais comumente usados para gatos de estimação, mas também pode ser usado para cães, porcos em miniatura ou outros pequenos animais de estimação.
A porta pet foi desenvolvida por Isaac Newton.